# Pseudaelurus
A Pseudaelurus nemhez a macskafélék ősi fajai tartoztak, amelyek körülbelül 20-8 millió évvel ezelőtt, a miocén korban éltek Európában, Ázsiában és Észak-Amerikában. Hosszuk egy méter, marmagasságuk 48 cm, a tömegük 25 kg körül lehetett, de a nemük kihalását megelőzően egyes fajaik elérték a mai pumák méretét. Feltehetően lesből támadva vadásztak.

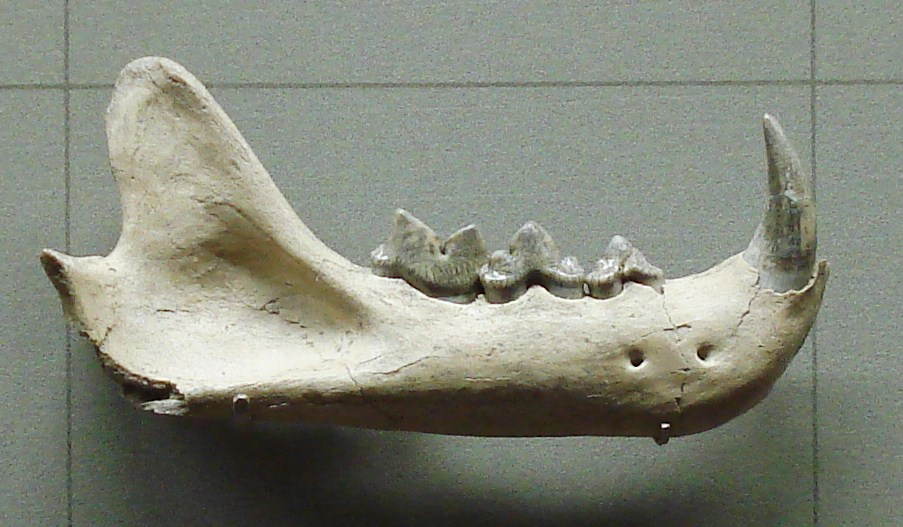
Pseudaelurus alsó állkapocs

A Pseudaelurus nem őse a Proailurus, a legősibb macskaféle volt. A Pseudaelurus-fajoktól származik a ma élő valamennyi macskaféle (valódi macskafélék, gepárd és párducfélék), valamint a mára szintén kihalt kardfogú macskák (Machairodontinae), amelyek ismertebb nemei a Dinofelis, a Machairodus és a Smilodon, és amelyeket tévesen kardfogú tigriseknek is neveznek, habár nem voltak rokonai a tigrisnek.

## Fajai[1]
- Pseudaelurus turnauensis = Pseudaelurus transitorius (Hoernes, 1882) – a legősibb faj, közvetlen ősének a Proailurus tekinthető; kis, vadmacska méretű ragadozó volt; leletei  az Arab-félszigetről és Európából ismertek (alsó és középső miocén, 20-8 Ma);
- Pseudaelurus lorteti (Gaillard, 1899) – a Pseudaelurus turnauensis közvetlen leszármazottja; hiúz méretű ragadozó volt, melynek rövid kéz- és lábközépcsontjai arra utalnak, hogy könnyen mászhatott fákra; leletei Európából és Ázsiából (Kína) ismertek (alsó és középső miocén, 17-10 Ma);
- Pseudaelurus quadridentatus (de Blainville, 1843) – a Pseudaelurus turnauensis közvetlen leszármazottja; az előző fajoknál nagyobb, puma méretű ragadozó volt, hosszú felső szemfogai arra utalnak, hogy a kardfogú macskaformák őse; leletei Európából ismertek (középső miocén, 16-14 Ma);
- Pseudaelurus romieviensis (Roman and Viret, 1934) – a Pseudaelurus turnauensis közvetlen leszármazottja; méretben az előző két faj közötti; leletei Európából ismertek (középső miocén, 16-14 Ma);
- Pseudaelurus guangheensis (Cao et al., 1990) – a faj eredete nem tisztázott; hiúz méretű ragadozó volt; leletei Kínából ismertek (középső miocén, 16-14 Ma);
- Pseudaelurus cuspidatus (X. Wang et al., 1998) – a faj eredete nem tisztázott; hiúz méretű ragadozó volt; leletei Kínából ismertek (középső miocén, 16-14 Ma);
- Pseudaelurus validus (Rothwell, 2001) – valószínűleg a Pseudaelurus turnauensis közvetlen leszármazottja; puma méretű ragadozó volt; leletei Észak-Amerikából ismertek (alsó és középső miocén, 20-15 Ma);
- Pseudaelurus skinneri (Rothwell, 2003) – a Pseudaelurus validus leszármazottja; mérete a hiúz és a puma közé tehető; leletei Észak-Amerikából ismertek (alsó miocén, 20-16 Ma);
- Pseudaelurus intrepidus (Leidy, 1858) – a Pseudaelurus skinneri leszármazottja; mérete a hiúz és a puma közé tehető; leletei Észak-Amerikából ismertek (középső miocén, 16-14 Ma);
- Pseudaelurus stouti (Schultz and Martin, 1972) – a Pseudaelurus intrepidus leszármazottja; vadmacska méretű ragadozó volt; leletei Észak-Amerikából ismertek (középső miocén, 16-13 Ma);
- Pseudaelurus marshi (Thorpe, 1922) – a Pseudaelurus intrepidus leszármazottja, feltehetően a modern macskafélék őse; mérete a hiúz és a puma közé tehető; a nem leggyakoribb faja, leletei Észak-Amerikából ismertek (középső miocén, 16-13 Ma);
- Pseudaelurus aeuluroides (Macdonald, 1954) – a Pseudaelurus marshi fajhoz hasonló, esetleg azzal azonos, leletei Észak-Amerikából ismertek (középső miocén, 16-13 Ma);

Az Afrosmilus africanus (Andrews, 1914) fajt egyes rendszerezők a Pseudaelurus nembe sorolják (P. africanus), csakúgy, mint a Nimravides pedionomus (Macdonald, 1948) fajt (P. pedionomus).
Feltételezhetően létezett egy ma még ismeretlen ősi faj, a Pseudaelurus turnauensis leszármazottja, mely elvezetett a kínai valamint az észak-amerikai fajokhoz.